# Cachezia
La Cachezia (Kakheti o Kaxeti, in georgiano კახეთი?) è una provincia storica situata nella Georgia orientale e abitata dai cachezi, che parlano un dialetto locale del georgiano. Confina a nord con la piccola provincia montana di Tuscezia e la catena montuosa del Caucaso Maggiore, a est e a sud con l'Azerbaigian, e a ovest con la provincia georgiana di Cartalia. La Cachezia è geograficamente divisa in due regioni: la Cachezia Interna a est dei monti Tsiv-Gombori e la Cachezia Esterna a ovest di questi. Il fiume più grande della parte orientale è l'Alazani, mentre di quella occidentale lo Iori.
Il complesso del monastero di David Gareja è parzialmente situato in questa provincia ed è soggetto a una contesa riguardante i confini tra le autorità georgiane e azere.

## Geografia fisica
Oltre alla suddivisione amministrativa attuale in distretti, la Cachezia viene tradizionalmente suddivisa in quattro parti: Cachezia Interna (შიგნით კახეთი, Shignit Kakheti) lungo la riva destra dell'Alazani, Cachezia Esterna (გარე კახეთი, Gare Kakheti) lungo il medio bacino del fiume Iori, Qiziki (ქიზიყი) tra l'Alazani e lo Iori, e Area di Thither  (გაღმა მხარი, Gaghma Mkhari) sulla sponda destra dell'Alazani. La Cachezia include anche la regione medievale di Hereti, il cui nome cadde in graduale oblio fin dal XV secolo.

## Suddivisione

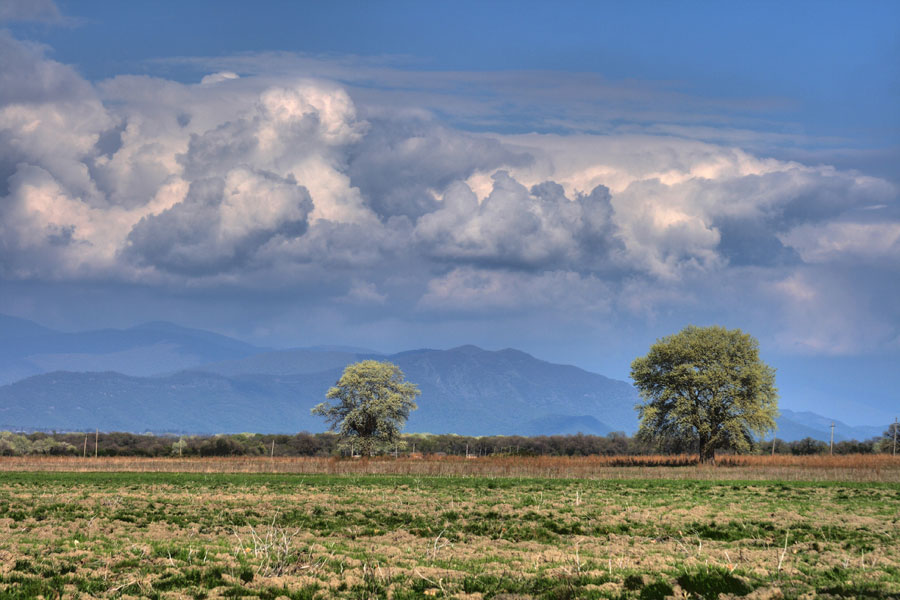
Valle di Alazani, Kakheti

La regione di Cachezia è divisa in otto municipalità:
- Municipalità di Telavi (area 1 094 km², popolazione 58 350)
- Municipalità di Akhmeta (area 2 248 km², popolazione 31 461)
- Municipalità di Dedoplistskaro (area 2 531 km², popolazione 21 221)
- Municipalità di Gurjaani (area 849 km², popolazione 54 337)
- Municipalità di Q'vareli (area 1 000 km², popolazione 29 827)
- Municipalità di Lagodekhi (area 890 km², popolazione 41 678)
- Municipalità di Sagarejo (area 1 515 km², popolazione 51 761)
- Municipalità di Sighnaghi (area 1 251 km², popolazione 29 948)[3]

## Storia
Kakheti fu un principato feudale indipendente dalla fine dell'ottavo secolo. Venne incorporata nel regno georgiano unificato all'inizio dell'undicesimo secolo, ma soltanto per un periodo di tempo inferiore a un decennio. All'inizio del XII secolo (1089–1125) il re georgiano Davide il Fondatore riuscì con successo a incorporare Kakheti nel suo regno.

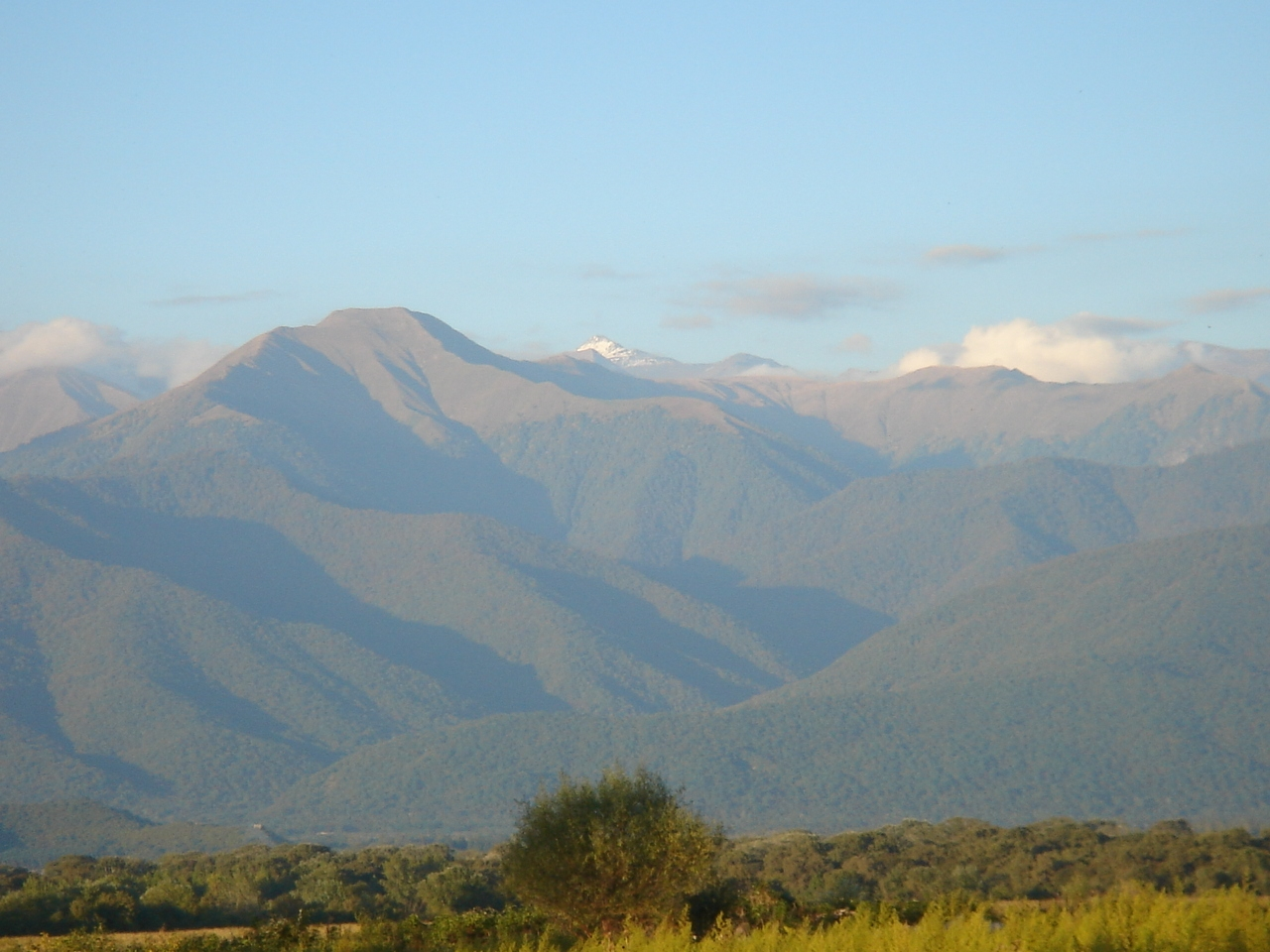
La pianura del fiume Alazani, con le montagne del Caucaso sullo sfondo

Dopo la disintegrazione del regno georgiano, Kakheti divenne un regno indipendente nel decennio del 1460. Nel 1762 il regno kachezio venne unificato con quello confinante di Kartli, con la capitale del primo, Telavi, che divenne la capitale del regno georgiano orientale unito (regno di Kartli-Kakheti). Entrambi i regni vennero ad indebolirsi in seguito alle frequenti invasioni persiane. Nel 1801 il regno di Kartl-Kakheti venne annesso all'impero russo zarista.
La Cachezia fece successivamente parte dal 1918 al 1921 dell'indipendente Repubblica Democratica di Georgia, dal 1922 al 1936 della RSFS Transcaucasica e tra il 1936 e il 1991 della RSS Georgiana. 
Dall'indipendenza georgiana, ottenuta nel 1991, la Cachezia è diventata una regione compresa nella Repubblica di Georgia e Telavi è ancora la sua capitale.

## Economia

### Turismo

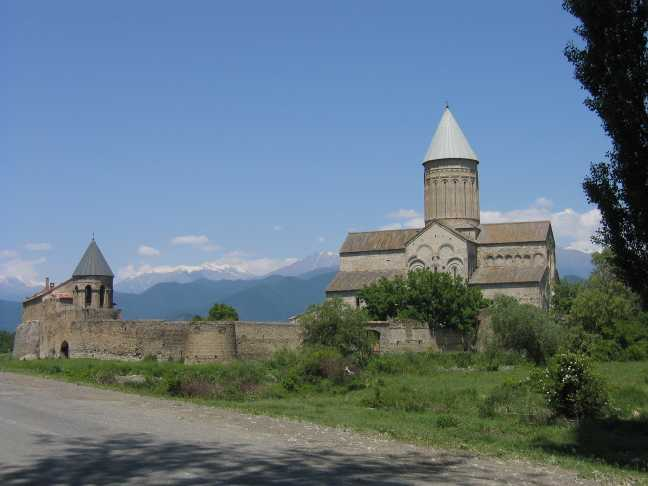
Chiesa di Alaverdi nella regione di Kakheti

Le infrastrutture turistiche in Cachezia si sono andate velocemente sviluppando, e la regione è diventata la più visitata della Georgia, in particolare per quanto riguarda le città di Telavi e Signagi.